# Filipina Brzezińska
Filipina Brzezińska (geborene Szymanowska, * 1. Januar 1800 in Warschau; † 10. November 1886 ebenda) war eine polnische Komponistin und Pianistin.

## Leben
Brzezińska erlernte das Klavierspielen bei Charles Mayer in Warschau, der seinerseits ein Schüler des Klavierpädagogen John Field war. Sie wurde zudem durch Maria Szymanowska beeinflusst, die ihre Schwägerin war. Als entfernte Verwandte von Maria Szymanowska war Brzezińska eine typische „polnische Mutter“, die sich der Frömmigkeit und patriotischen Aktivitäten verschrieben hatte – eine der Initiatorinnen der Form des politischen Protests, bei der polnische Frauen offen Trauerkleidung und Schmuck mit nationalen Symbolen trugen.
1821 heiratete sie Franciszek Jakub Brzeziński (1794–1846), einen Beamten des Königreichs Polen. Das Paar hatte mehrere Kinder. Einer ihrer Enkel war der Komponist und Musikkritiker Franciszek Brzeziński.

## Wirken
Brzezińska komponierte Lieder und Melodien für Orgel und Klavier, wobei diese zumeist in Warschau veröffentlicht wurden. Die von Brzezińska komponierten religiösen Lieder mit verstecktem patriotischen Inhalt erwiesen sich als großer Erfolg.
Hervorzuheben sind bspw. die folgenden Lieder: Weź w swą opiekę und Zdrowaś Maryja, Boga Rodzica, in denen sich nur einzelne Strophen auf die Unbefleckte Jungfrau beziehen. Die Melodie beider Lieder wurde von Brzezińska-Szymanowska komponiert. Das erste wurde unter dem Pseudonym J. M. verfasst. Der Text des zweiten stammt von L. Romanowski (obwohl manche davon ausgehen, der Autor sei W. Syrokomla). Das Lied Weź w swą opiekę erlangte nach der Wahl von Papst Johannes Paul II. im Jahr 1978 Popularität, da in der zweiten Strophe Maria aufgefordert wird, auf den Heiligen Vater aufzupassen. Obwohl das Ave Maria im Dreiertakt komponiert ist, zeichnet es sich nicht durch Tanzrhythmen aus. Es ist eine hymnenartige Melodie, feierlich und erhaben, die an das Thema aus dem vierten Satz der 3. Sinfonie (Eroica) von Ludwig van Beethoven erinnert.
Brzezińska komponierte um 1861 die Melodie für das Lied Nie pustynij nas (Verlass uns nicht), das zu Karol von Mikulis Zeiten so populär wurde, dass es bald bis nach Lemberg gelangte. Dieses Marienlied war während des Januaraufstands populär.
Ihre Sammlung Śpiewnik religijny. Pieśni polskie rozmaitych autorów (Religiöses Liederbuch. Polnische Hymnen verschiedener Autoren) wurde 1863 von Kaufmann veröffentlicht und enthielt mehrere Marienlieder: Pieśń w utrapieniu do Matki Najświętszej, Pieśń do Najśw. Maryi Panny na zakończenie miesiąca maja, Niebieskiego dworu Pani, Zdrowaś Mario und Nie opuszczaj nas. Letzteres wurde nach einem Text des Pfarrers Karol Bołoz Antoniewicz komponiert, einem charismatischen Prediger, der nach dem blutigen Aufstand gegen die Leibeigenschaft, bekannt als Galizisches Massaker (1846), die Bauern in Kleinpolen bekehrte. Es erfreute sich großer Beliebtheit; während des Januaraufstands spielte es die Rolle eines patriotischen Liedes, ähnlich wie das Lied Serdeczna Matko, das zur Melodie der feierlichen Hymne Boże, coś Polskę gesungen wurde. In späteren Jahren wurde Nie opuszczaj nas mehrmals in Sammlungen polnischer Nationallieder nachgedruckt.
Sie veröffentlichte 1876 eine Sammlung von 15 kurzen Orgelvorspielen.
Im Jahr 1886 veröffentlichte Brzezińska-Szymanowska in Paris eine Sammlung von Nationalliedern, die Noten und Texte von sieben Liedern enthielt: Bogurodzica, Kiedy ranne, Jeszcze Polska, Boże coś Polskę, Z dymem kominów, Nie pustynij nas und Boże Ojcze; sie fügte jedem Lied eine Fußnote hinzu, in der die Geschichte des Liedes und seines Autors dargestellt wird.

## Werke (Auswahl)
- Nie opuszczaj nas. (polona.pl Noten).
- Archanioł. Musik Brzezińska-Szymanowska Filipina (polona.pl Noten).